# Balderico di Utrecht
Balderico (Oldenzaal, 897 circa – 27 dicembre 975) fu vescovo di Utrecht della dinastia dei conti di Hainaut, figlio del conte Richfried, cugino del duca Giselberto di Lotaringia e del conte Reginardo II di Hainaut.

## Biografia
Nato nella contea di Twente, che apparteneva alla stirpe paterna, Balderico sembra aver ottenuto la diocesi di Utrecht in giovane età. In ogni caso, grazie ai suoi legami familiari e per la sua personalità, assunse presto una posizione di rilievo tra i grandi del regno. Re Enrico I gli affidò suo figlio Bruno, che aveva circa quattro anni, per essere educato ed istruito, e, attraverso di lui, fu sempre in stretto contatto con l'imperatore Ottone I. Fu uno dei signori di Lotaringia che si schierarono dalla parte del re nella lotta tra Ottone e suo figlio Liudolfo nel 953, e la sua presenza è menzionata in vari raduni principeschi. Era anche a Colonia nel 965 quando Ottone incontrò sua madre per la prima volta dopo la sua incoronazione a imperatore.
Dopo le devastazioni subite dai Normanni, fece rifiorire la sua diocesi attraverso un'oculata e vigorosa amministrazione. La scuola di Utrecht fiorì sotto di lui, ottenendo un'eccellente reputazione. Alla sua morte lasciò in eredità Oldenzaal con parte della contea di Twente al suo monastero. Fu sepolto nel duomo di Utrecht. Fu venerato come santo per lungo tempo.